# داستان روان‌شناختی

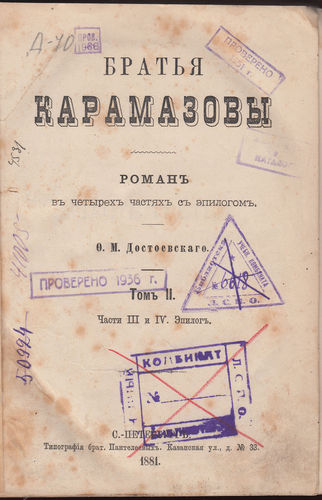
بر کشف ویژگی‌های معنوی، عاطفی و ذهنی شخصیت‌ها تأکید دارد.با جریان سیال ذهن و فلش‌بک، سعی می‌کند تا حالات روانی شخصیت را کشف و توضیح دهد

در ادبیات، داستان روان‌شناختی یا داستان روان‌شناسی (به انگلیسی: psychological fiction) که با نام واقع‌گرایی روان‌شناختی (به انگلیسی: psychological realism) هم شناخته می‌شود، یک ژانر (سبک) داستان گویی است که بر کشف ویژگی‌های معنوی، عاطفی و ذهنی شخصیت‌ها تأکید دارد. این نوع شیوه روایت، دلایل رفتارهای شخصیت‌ها را بررسی می‌کند و با استفاده از آن، پی‌رنگ را پیش می‌برد و داستان را توضیح می‌دهد. در داستان روان‌شناختی معمولاً با استفاده از شیوه‌های روایت مانند جریان سیال ذهن و فلش‌بک، سعی می‌کند تا حالات روانی شخصیت را کشف و توضیح دهد.

## آثار اولیه
خورخه لوئیس بورخس، داستان گنجی نوشته موراساکی شیکیبو در قرن ۱۱ در ژاپن را یک رمان روان‌شناختی در نظر می‌گیرد. در غرب، ریشه‌های رمان روان شناختی را می‌توان در کتاب Elegia di Madonna Fiammetta نوشته جووانی بوکاچو در سال ۱۳۴۴ میلادی جستجو کرد که قبل از به کار بردن اصطلاح روان‌شناسی بود.
گفته می‌شود که اولین ظهور رمان روان شناختی به عنوان یک ژانر با رمان احساسی آغاز شد که کتاب پاملا، یا پاداش پاکدامنی نوشته ساموئل ریچاردسون نمونه بارز آن است.
در ادبیات فرانسوی، کتاب سرخ و سیاه نوشته استاندال و کتاب شاهزاده خانم کِلِو (La Princesse de Clèves) نوشته مادام دو لا فایت، پیش‌درآمد اولیه رمان روان شناختی محسوب می‌شوند. بر اساس منبع دانشنامه رمان، آغاز رمان روان‌شناختی مدرن، عمدتاً در آثار برنده جایزه نوبل کنوت هامسون - به ویژه آثار گرسنگی (۱۸۹۰)، رازها (۱۸۹۲)، پان (۱۸۹۴) و ویکتوریا (۱۸۹۸) سرچشمه گرفت.

## آثار قابل توجه
یکی از بزرگترین نویسندگان این ژانر فیودور داستایفسکی بود. رمان‌های او شدیداً نحوه عملکرد شخصیت‌ها در شرایط واقعی و ارزش آنها را روانکاری می‌کرد که در مهم‌ترین آثار او برادران کارامازوف و جنایت و مکافات وجود دارند.
در ادبیات ایالات متحده، هنری جیمز، پاتریک مک‌گرات، آرتور میلر و ایدیت وارتون به عنوان اصلی‌ترین نویسندگان ژانر روان شناختی شناخته می‌شوند.

## زیر ژانرها

### تریلر روان‌شناختی
زیرمجموعه ای از ژانرهای دلهره‌آور و رمان روانشناختی که بر ذهنیت درونی شخصیت‌ها تأکید دارد. به دلیل پیچیدگی، این ژانر اغلب با عناصری از رمز و راز، درام، اکشن، ضرب و شتم و وحشت شامل می‌شود.

### وحشت روان‌شناختی
زیرمجموعه ای از ژانرهای ترسناک و روانشناختی که برای ایجاد وحشت بر حالت‌های روانی، احساسی و روحی شخصیت‌ها متکی است.

### درام روان‌شناختی
زیرمجموعه ای از فیلم‌های درام با عناصر روانی که بر رشد احساسی، ذهنی و روانی شخصیت‌ها تمرکز می‌کند. فیلم‌های دیوانه از قفس پرید (۱۹۷۵) و مرثیه‌ای بر یک رؤیا (۲۰۰۰) که هر دو بر اساس رمان‌های تراژدی روانشناختی ساخته شدند، بهترین نمونه‌های این زیرژانر هستند.

### علمی تخیلی روان‌شناختی
ژانری که درام یا هیجان انگیز را در یک محیط علمی تخیلی در همراه می‌کند. این زیر ژانر غالباً بر مبارزه درونی شخصیت با نیروهای سیاسی، تکنولوژیکی یا با هر فرد تمرکز می‌کند. پرتقال کوکی (۱۹۷۱)، پایان انجیلیون (۱۹۹۷)، دانی دارکو (۲۰۰۱)، یک پوینده تاریک (۲۰۰۶) و تلقین (۲۰۱۰) نمونه‌های قابل توجهی از این ژانر فیلم هستند.